# Enoplida
Enoplida zijn een orde van rondwormen (Nematoda).

## Taxonomie
De volgende taxa worden bij de orde ingedeeld:
- Familie Rhaptothyreidae Hope & Murphy, 1969
- Onderorde Alaimina Clark, 1961
  - Superfamilie Alaimoidea Micoletzky, 1922
    - Familie Alaimidae Micoletzky, 1922
- Onderorde Campydorina Jairajpuri, 1983
  - Superfamilie Campydoroidea Jairajpuri, 1976
    - Familie Campydoridae (Thorne, 1935) Clark, 1961
    - Familie Rhabdolaimidae
- Onderorde Dioctophymina
- Onderorde Enoplina Chitwood & Chitwood, 1937
  - Superfamilie Enoploidea Dujardin, 1845
    - Familie Anoplostomatidae Gerlach & Riemann, 1974
    - Familie Anticomidae Filipjev, 1918
    - Familie Enoplidae Dujardin, 1845
    - Familie Phanodermatidae Filipjev, 1927
    - Familie Thoracostomopsidae Filipjev, 1927
- Onderorde Ironina Siddiqi, 1983
  - Superfamilie Ironoidea de Man, 1876
    - Familie Ironidae de Man, 1876
    - Familie Leptosomatidae Filipjev, 1916
    - Familie Oxystominidae Chitwood, 1935
- Onderorde Oncholaimina De Ley & Blaxter, 2002
  - Superfamilie Oncholaimoidea Filipjev, 1916
    - Familie Enchelidiidae Filipjev, 1918
    - Familie Oncholaimidae Filipjev, 1916
      - = Pelagonematidae De Coninck, 1965

    - Familie Thalassogeneridae Orton Williams & Jairajpuri, 1984
- Onderorde Trefusiina Siddiqi, 1983
  - Superfamilie Trefusioidea Gerlach, 1966
    - Familie Lauratonematidae Gerlach, 1953
    - Familie Simpliconematidae Blome & Schrage, 1985
    - Familie Trefusiidae Gerlach, 1966
    - Familie Trischistomatidae Andrássy, 2007
    - Familie Xenellidae de Coninck, 1965
- Onderorde Trichinellina
- Onderorde Tripyloidina De Coninck, 1965
  - Superfamilie Tripyloidoidea Filipjev, 1928
    - Familie Tripyloididae Filipjev, 1918
- Onderorde incertae sedis
  - Familie Andrassyidae Tchesunov & Gagarin, 1999